# Jízdní doklad

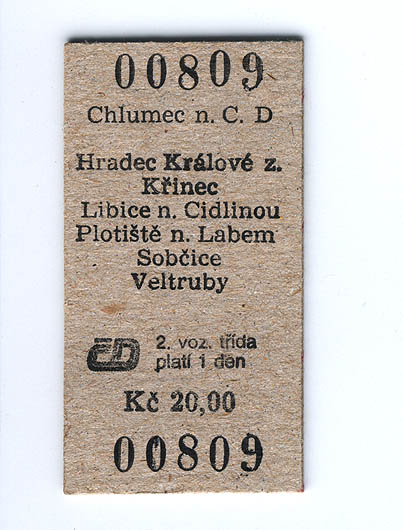
Lepenková jízdenka ČD

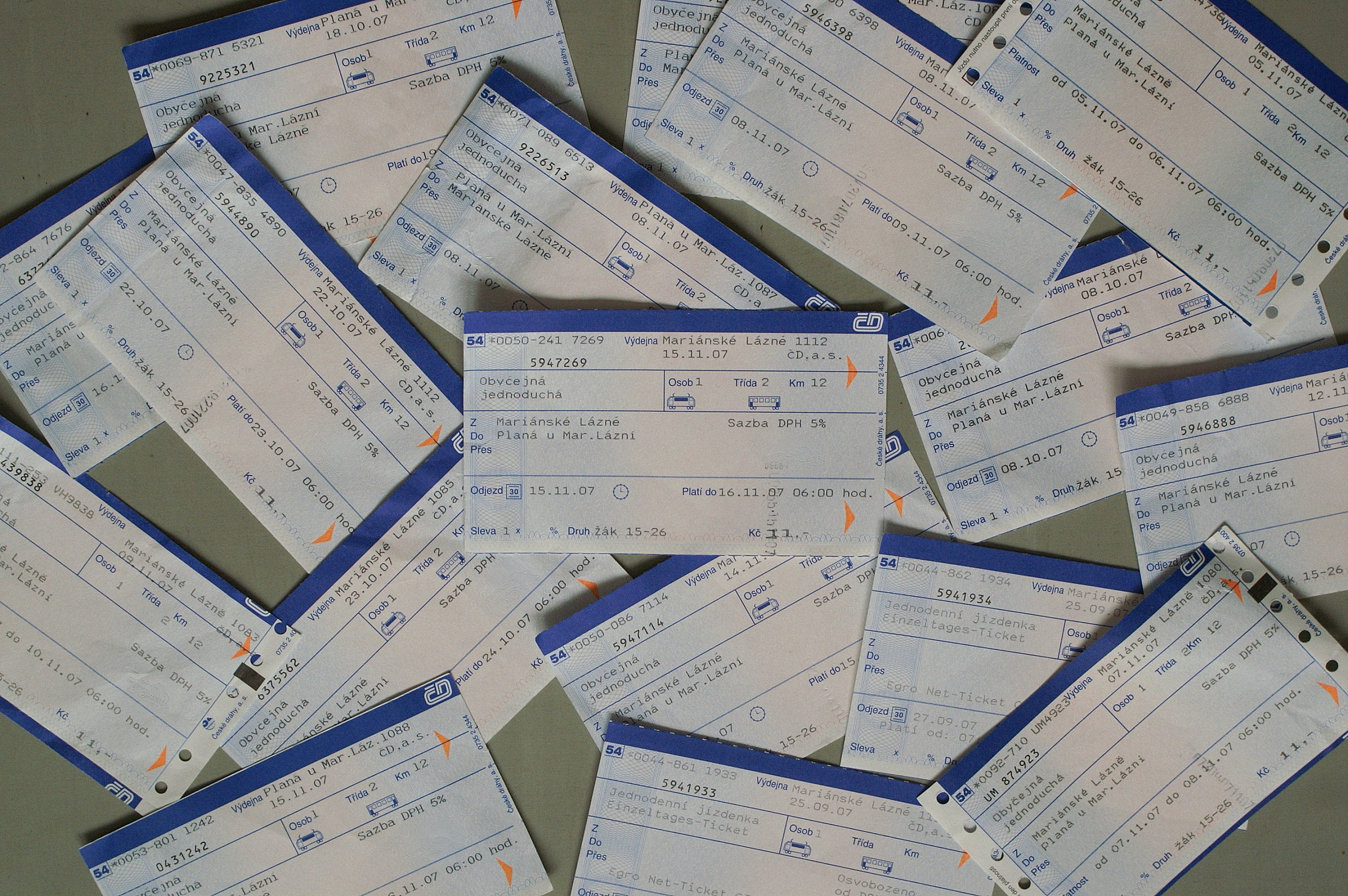
Jízdenky ČD

Jízdní doklad opravňuje držitele k použití veřejného dopravního prostředku. Nejčastěji je jím jízdenka. Jízdním dokladem však může být i osobní doklad prokazující nedosažení nebo překročení určitého věku, doklad prokazující příslušnost k policii, doklad zaměstnance podniku nebo jeho rodinného příslušníka, poslance poslanecké sněmovny, účastníka odboje apod.
Jízdní doklad jako právní pojem se vyskytuje od roku 2000.

## Historie názvu dokladu opravňujícího k přepravě

### Jízdní lístek, lístek
Z excerpčních karet zveřejněných Ústavem pro jazyk český Akademie věd ČR na jeho webu
 
vyplývá frekventované používání pojmu jízdní lístek uvedeného na výpiscích z beletrie vytvořené v letech 1875 - 1910. 
Podobně lze nalézt ve výroční publikaci

větu úředního charakteru: "Elektrické dráhy pro Plzeň a okolí" měly v počátku 97 stálých  a 6 výpomocných zaměstnanců: ... 1 revizora jízdních lístků ... (datováno 1899). 
V pozdějších letech, cca 1917 - 1962 je v excerpčních kartách
 
již jen stručnější pojem lístek.

### Jízdenka
Přepravní řády z roku 1964 pro městskou, železniční, silniční a lodní dopravu
 
již používají pojem jízdenka. 
Jízdenkou byl jakýkoli lístek nebo průkaz, který opravňoval jeho držitele k přepravě; přepravní řády se zde orientovaly především na platící cestující, a legální bezplatnou přepravu neřešily.
Z vět ve významu cestující, který nemá právo na bezplatnou přepravu je povinen zaplatit jízdné vyplývá, že přepravní řády chápaly jízdenku v tom významu, v jakém jízdenku definuje pozdější vyhláška (175/2000 Sb), tj. jako doklad o zaplacení, ne jako doklad o právu na přepravu zdarma.
Na excerpčních kartách
 
se pojem jízdenka vyskytuje od roku 1922.

### Jízdní doklad
Spojení slov jízdní doklad lze nalézt i dříve (např. v roce 1974), avšak jako právní pojem jej definuje s účinností od roku 2000 až novelizovaný zákon 111/1994 Sb. o silniční dopravě a zákon 266/1994 Sb. o drahách a dále pak jejich společný prováděcí předpis, vyhláška Ministerstva dopravy a spojů 175/2000 Sb o přepravním řádu pro veřejnou drážní a silniční osobní dopravu.
Jízdním dokladem je
- (placená) jízdenka pro jednotlivou jízdu,
- (placená) jízdenka časová nebo
- průkaz opravňující k (bezplatné) přepravě (tj. průkazy ZTP nebo ZTP/P, průkazy státního dozoru, zvláštní jízdní doklad pro oficiální návštěvy dopravce, občanský průkaz seniora [6] apod.)

Průkaz opravňující k použití zlevněného jízdného není jízdním dokladem, i když je jím zpravidla podmíněna platnost zlevněného jízdního dokladu.

Důvody
 
k zavedení zákonného pojmu jízdní doklad se nepodařilo zpětně dohledat.
Nechá se předpokládat, že zákonodárce měl potřebu uložit bezplatně přepravovaným cestujícím povinnost prokázat jejich nárok (přenést důkazní břemeno na cestujícího); zároveň však že nechtěl zahrnout do pojmu jízdenka doklady typu občanského průkazu. 
Při předpokladu uvedeného důvodu je pojem jízdní doklad již nevyhovující, protože je bezplatně přepravována řada typů cestujících jen na základě jejích vnějších znaků a bez listinného dokladu - např. strážníci městské policie v uniformě, cestující s obsazeným kočárkem

, děti do 6 let.
Novelizací vyhlášky 175/2000 Sb., přepravní řád, byl od 1. 10. 2020 pojem jízdenka zcela vypuštěn a přepravní řád tak nadále používá výhradně pojem jízdní doklad. Nechá se předpokládat, že jízdenka zůstane i nadále v běžné slovní zásobě, jako v ní zůstal i lístek.
(Podobně v přepravním řádu zanikla i místenka.)